# Fairmount (Indiana)
Fairmount és una població dels Estats Units a l'estat d'Indiana. Segons el cens del 2006 tenia 2.866 habitants.

## Demografia
Segons el cens del 2000, Fairmount tenia 2.992 habitants, 1.226 habitatges, i 859 famílies. La densitat de població era de 785,9 habitants/km².
Dels 1.226 habitatges en un 31,2% hi vivien nens de menys de 18 anys, en un 55,5% hi vivien parelles casades, en un 11% dones solteres, i en un 29,9% no eren unitats familiars. En el 26,5% dels habitatges hi vivien persones soles el 12,5% de les quals corresponia a persones de 65 anys o més que vivien soles. El nombre mitjà de persones vivint en cada habitatge era de 2,44 i el nombre mitjà de persones que vivien en cada família era de 2,91.
Per edats la població es repartia de la següent manera: un 25,2% tenia menys de 18 anys, un 8,2% entre 18 i 24, un 28,2% entre 25 i 44, un 24,3% de 45 a 60 i un 14,1% 65 anys o més.
L'edat mediana era de 38 anys. Per cada 100 dones de 18 o més anys hi havia 90 homes.
La renda mediana per habitatge era de 33.843$ i la renda mediana per família de 44.033$. Els homes tenien una renda mediana de 31.136$ mentre que les dones 23.041$. La renda per capita de la població era de 18.029$. Entorn del 7,4% de les famílies i el 9,1% de la població estaven per davall del llindar de pobresa.

## Poblacions més properes
El següent diagrama mostra les poblacions més properes.